# Liste der Monuments historiques in Beblenheim
Die Liste der Monuments historiques in Beblenheim führt die Monuments historiques in der französischen Gemeinde Beblenheim auf.

## Liste der Bauwerke
| Bezeichnung  | Beschreibung                            | Standort                               | Kennzeichnung | Schutzstatus | Datum | Bild           |
| ------------ | --------------------------------------- | -------------------------------------- | ------------- | ------------ | ----- | -------------- |
| Grabsteine   | Sandstein, 15. bis 17. Jahrhundert      | bei der protestantischen Kirche (Lage) | PA00085335    | Classé       | 1898  | weitere Bilder |
| Stockbrunnen | Sandstein, spätgotisch, 16. Jahrhundert | Rue de Hoen (Lage)                     | PA00085336    | Classé       | 1922  | weitere Bilder |

## Liste der Objekte
| Bezeichnung       | Beschreibung                       | Standort                               | Kennzeichnung | Schutzstatus | Datum | Bild           |
| ----------------- | ---------------------------------- | -------------------------------------- | ------------- | ------------ | ----- | -------------- |
| Sieben Grabsteine | Sandstein, 15. bis 17. Jahrhundert | bei der protestantischen Kirche (Lage) | PM68000014    | Classé       | 1981  | weitere Bilder |